# Curwensville, Pennsylvania
Curwensville, Pennsylvania (енгл. Curwensville) град је у америчкој савезној држави Пенсилванија.

## Демографија
По попису из 2010. године број становника је 2.542, што је 108 (-4,1%) становника мање него 2000. године.
| Група             | 2000.         | 2010.         |
| Белци             | 2.620 (98,9%) | 2.505 (98,5%) |
| Афроамериканци    | 9 (0,3%)      | 13 (0,5%)     |
| Азијати           | 2 (0,1%)      | 3 (0,1%)      |
| Хиспаноамериканци | 8 (0,3%)      | 6 (0,2%)      |
| Укупно            | 2.650         | 2.542         |